# Udo Schrötter
Udo Schrötter (* 5. Juni 1981 in Neu-Ulm) ist ein deutscher Fußballtrainer und ehemaliger Fußballspieler.

## Spielerkarriere
Schrötter begann in Illerrieden, 15 km südlich von Ulm, bei den ortsansässigen Sportfreunden Illerrieden mit dem Fußballspielen. Über den TSV Neu-Ulm gelangte er 1999 zum Zweitligisten SSV Ulm 1846. Für diesen kam er als junges Talent am 8. Dezember 2000 (16. Spieltag) beim 2:2-Unentschieden im Auswärtsspiel gegen den SSV Reutlingen zu seinem Profidebüt, als er für Adnan Kevrić in der 83. Minute eingewechselt wurde. In seinem zweiten Punktspiel bei der 0:1-Niederlage im Auswärtsspiel gegen Alemannia Aachen wurde er zur zweiten Halbzeit für Oliver Otto eingewechselt und in der 90. Minute nach einem groben Foulspiel gegen Taifour Diane – der aufgrund einer Revanchetätlichkeit auch – des Feldes verwiesen wurde. Sein letztes von nur drei Zweitligaspielen bestritt er am 20. Mai 2001 (34. Spieltag) beim 4:2-Sieg im Auswärtsspiel gegen die Stuttgarter Kickers.
In der Folgesaison – vom VfB Stuttgart verpflichtet – kam der für dessen Zweite Mannschaft in fünf Punktspielen in der drittklassigen Regionalliga Süd zum Einsatz. Da er sich dort nicht durchzusetzen vermochte, verließ er den Verein am Saisonende.
Von 2002 bis 2004 spielte er dann für den baden-württembergischen Oberligisten SpVgg Au. Mit dem Abstieg des Vereins in die Verbandsliga Württemberg, wechselte Schrötter zum Ligakonkurrenten Olympia Laupheim.

## Trainerkarriere
2013 hatte er seine erste Traineranstellung bei der Zweiten Mannschaft von Olympia Laupheim, die er bis in die Saison 2016/17 betreute. Noch während der laufenden Saison rückte er als Assistenztrainer in die Erste Mannschaft auf.

## Sonstiges
Schrötter gehörte der Mannschaft der Laupheimer an, die am 25. August 2004 in einem Testspiel gegen den FC Bayern München durch Tore von Istvan Borgulya und Jan Melichercik zur Überraschung der 11.000 Zuschauer mit 2:0 gewann.